# 持田昌典
持田 昌典（もちだ まさのり、1954年〈昭和29年〉 - ）は、元ゴールドマン・サックス（GS）日本法人代表取締役社長、本社経営委員会のメンバー、Management Committee。

## 略歴
東京都千代田区神田和泉町で羊毛卸し業の「メリノ」を経営する父・武雄と母・清子の長男として生まれた。西麻布の若葉会幼稚園から慶應義塾幼稚舎へ進学し、慶應義塾普通部へ上がる頃には、メリノは子供用ニットメーカーとして業界トップの大企業になり、渋谷・松濤に6階建ての豪邸、運転手付きの外車、軽井沢に別荘といった裕福な家庭で育った。慶應義塾高等学校の1年生の時に母親が急死。母親が会社を取り仕切っていたため経営が傾き始め、メインバンクの第一勧業銀行が建て直しに入った。父親は銀座のクラブ「ラ・モール」の名物マダム・花田美奈子と再婚し、家を出る。
1977年、慶應義塾大学経済学部に入学。慶應義塾大学時代はラグビー部で副将を務め、3年生の時にはラグビー学生日本代表を経験。大学卒業後は第一勧銀に入行し、西新宿支店から日比谷支店に移った頃メリノが倒産し、松濤の自宅を売却。社内ではラグビー部強化に尽力。社費留学試験に合格し、ペンシルベニア大学ウォートン・スクールに留学。MBA課程を修了したが第一勧銀には戻らず、1985年、ゴールドマン・サックスに入社。日本でのM&Aの第一人者。金融業界では、Mr. Japanと呼ばれる。
2001年、投資銀行部門からゴールドマン・サックス日本法人の社長に就任。アジア人の中で唯一、本社経営委員会のメンバーに名を連ねる。
2023年12月、ゴールドマン・サックス日本法人の社長を退任。

## 人物
リーダーの条件を「目標を設定したら決して変えることなく、絶えず挑み続けること」と語っている。息子はTybourne Capital Managementの持田昌幸。